# زیباترین لحظه در زندگی: همیشه جوان
زیباترین لحظه در زندگی: همیشه جوان (به انگلیسی: The Most Beautiful Moment in Life: Young Forever، به کره‌ای: 화양연화 Young Forever; Hwayangyeonhwa Young Forever) نخستین آلبوم گردآوری‌شدهٔ کره‌ای‌زبان گروه پسرانهٔ کره‌ای بی‌تی‌اس است. این آلبوم در ۲ مهٔ ۲۰۱۶، در دو قالب نسخهٔ روز و نسخهٔ شب منتشر شد. آلبوم حاوی بیست و سه قطعه و شامل قطعاتی از آلبوم‌های زیباترین لحظه در زندگی، قسمت ۱ و زیباترین لحظه در زندگی، قسمت ۲، به‌همراه سه تک‌آهنگ جدید و چند ریمیکس است.

## عملکرد تجاری
بلیط‌های اولین کنسرت بی‌تی‌اس در سال ۲۰۱۶، تور زندهٔ ۲۰۱۶ بی‌تی‌اس «زیباترین لحظه در زندگی روی صحنه: پایان»، بلافاصله به فروش رسید و وبگاه فروش بلیط اینترپارک به دلیل ترافیک بالا دچار اختلال شد. این کنسرت مورد توجه طرفداران و عموم واقع شد و جستجوی کلیدواژه‌های مربوط به آن، در صدر وبگاه‌های پرتال قرار گرفت. پس از انتشار آلبوم در ۲ مه، موزیک ویدئوی «آتش» در مدت ۶ ساعت به یک میلیون و در ۷۵ ساعت به ۱۰ میلیون بازدید رسید و نخستین ویدئوی بی‌تی‌اس بود که در این زمان کوتاه به یک میلیون بازدید دست یافت. ویدئوهای «آتش» و «نجاتم بده» در رتبه‌های اول و دوم فهرست پربیننده‌ترین ویدئوهای کی-پاپ در آمریکا و سراسر جهان: مهٔ ۲۰۱۶ بیلبورد قرار گرفت. بی‌تی‌اس همچنین در جایگاه ۱۵ بخش هنرمندانِ فهرست فهرست جهانی ۱۰۰ فرد برتر موسیقی یوتیوب قرار گرفت.
ترانه‌های «آتش»، «نجاتم بده» و «پایان: همیشه جوان» در شماره‌های یک تا سه جدول ترانه‌های دیجیتال ملل بیلبورد جای گرفت و این نخستین باری بود که یک هنرمند کی-پاپ به این جایگاه دست یافت. «آتش» در تمام جداول موسیقی کرهٔ جنوبی اول شد و از هر سه برنامهٔ موسیقی ام کانت‌داون، میوزیک بنک و اینکی‌گایو جایزه دریافت کرد.
زیباترین لحظه در زندگی: همیشه جوان دومین آلبوم بی‌تی‌اس بود که با رتبهٔ ۱۰۷ در جدول بیلبورد ۲۰۰ قرار گرفت و بی‌تی‌اس دومین هنرمند کی-پاپ بود که چنین کرد. این آلبوم در جدول آلبوم‌های ملل بیلبورد شمارهٔ ۲ و در هیت‌سیکرهای برتر بیلبورد دهم شد. پیش‌فروش زیباترین لحظه در زندگی: همیشه جوان، در کم‌تر از یک هفته به بیش از ۳۰۰٬۰۰۰ کپی رسید. بر اساس جدول هانتو، ۱۰۰٬۰۰۰ کپی از این آلبوم در سه روز نخست و ۱۶۴٬۸۶۸ کپی از آن، در هفتهٔ اول به فروش رسید. این آلبوم دو هفتهٔ پیاپی در صدر جدول هفتگی گائون بود و همچنین با فروش بیش ۳۱۰٬۰۰۰ کپی در ماه مه، در جدول ماهانهٔ گائون اول و در جدول سالانهٔ ۲۰۱۶ آلبوم‌های گائون، چهارمین آلبوم پرفروش بود. بی‌تی‌اس اولین «جایزهٔ بزرگ» خود، آلبوم سال، را برای این آلبوم، از هشتمین دورهٔ جوایز موسیقی ملون دریافت کرد. به گفتهٔ بیگ هیت اینترتینمنت، مجموع فروش آلبوم‌های زیباترین لحظه در زندگی در آن زمان به ۹۳۰٬۰۰۰ کپی رسید.

## فهرست ترانه‌ها
جزئیات برگرفته از مشخصات رسمی آلبوم است.
| سی‌دی ۱     | سی‌دی ۱                          | سی‌دی ۱                                                               | سی‌دی ۱                | سی‌دی ۱ |
| شماره      | نام                             | نویسنده(ها)                                                          | تهیه‌کننده(ها)         | مدت    |
| ---------- | ------------------------------- | -------------------------------------------------------------------- | --------------------- | ------ |
| ۱.         | «مقدمه: زیباترین لحظه در زندگی» | اسلو ربیت شوگا                                                       | اسلو ربیت شوگا        | ۲:۰۳   |
| ۲.         | «به تو نیاز دارم»               | «هیت‌من» بنگ آر ام شوگا جی-هوپ برادر سو                               | پی‌داگ                 | ۳:۳۰   |
| ۳.         | «محکم بغلم کن»                  | اسلو ربیت پی‌داگ آراِم شوگا جی-هوپ 김번창 وی                           | اسلو ربیت             | ۴:۳۴   |
| ۴.         | «برگ‌های پاییزی»                 | شوگا اسلو ربیت جونگ کوک «هیت‌من» بنگ آراِم جی-هوپ                      | شوگا اسلو ربیت        | ۴:۲۸   |
| ۵.         | «پروانه» (میکس پیش‌درآمد)        | «هیت‌من» بنگ اسلو ربیت برادر سو                                       | «هیت‌من» بنگ اسلو ربیت | ۴:۵۵   |
| ۶.         | «بدو»                           | پی‌داگ «هیت‌من» بنگ آراِم شوگا وی جونگ‌کوک جی-هوپ                        | پی‌داگ                 | ۳:۵۷   |
| ۷.         | «شهر من»                        | پی‌داگ «هیت‌من» بنگ آراِم شوگا جی-هوپ                                   | پی‌داگ                 | ۴:۱۸   |
| ۸.         | «قاشق نقره‌ای»                   | پی‌داگ سوپریم بوی آراِم اسلو ربیت                                      | پی‌داگ                 | ۳:۵۴   |
| ۹.         | «عالی»                          | پی‌داگ دوین چنل «هیت‌من» بنگ آراِم شوگا جی-هوپ                          | پی‌داگ                 | ۴:۰۰   |
| ۱۰.        | «آتش»                           | پی‌داگ «هیت‌من» بنگ آراِم شوگا دوین چنل                                 | پی‌داگ                 | ۳:۲۳   |
| ۱۱.        | «نجاتم بده»                     | پی‌داگ ری مایکل جان جونیور اشتون فاستر سامانتا هارپر آراِم شوگا جی-هوپ | پی‌داگ                 | ۳:۱۶   |
| ۱۲.        | «پایان: همیشه جوان»             | اسلو ربیت آراِم «هیت‌من» بنگ شوگا جی-هوپ                               | آراِم اسلو ربیت        | ۲:۵۱   |
| مجموع مدت: | مجموع مدت:                      | مجموع مدت:                                                           | مجموع مدت:            | ۴۵:۰۹  |

| سی‌دی ۲     | سی‌دی ۲                            | سی‌دی ۲                                                | سی‌دی ۲             | سی‌دی ۲ |
| شماره      | نام                               | نویسنده(ها)                                           | تهیه‌کننده(ها)      | مدت    |
| ---------- | --------------------------------- | ----------------------------------------------------- | ------------------ | ------ |
| ۱.         | «کانورس بلند»                     | پی‌داگ اسلو ربیت آراِم شوگا جی-هوپ                      | پی‌داگ اسلو ربیت    | ۳:۲۹   |
| ۲.         | «ادامه دادن»                      | پی‌داگ آراِم شوگا جی-هوپ                                | پی‌داگ              | ۴:۵۲   |
| ۳.         | «نهنگ ۵۲»                         | پی‌داگ برادر سو «هیت‌من» بنگ آراِم شوگا جی-هوپ اسلو ربیت | پی‌داگ              | ۴:۰۴   |
| ۴.         | «پروانه»                          | «هیت‌من» بنگ اسلو ربیت پی‌داگ برادر سو آراِم شوگا جی-هوپ | پی‌داگ              | ۴:۰۰   |
| ۵.         | «خانهٔ پوشالی» (نسخهٔ کامل)         | اسلو ربیت برادر سو «هیت‌من» بنگ                        | اسلو ربیت          | ۳:۴۶   |
| ۶.         | «عشق پایان نیافته‌است» (نسخهٔ کامل) | جونگ‌کوک اسلو ربیت پی‌داگ جین آراِم شوگا جی-هوپ          | جونگ‌کوک اسلو ربیت  | ۳:۴۲   |
| ۷.         | «به تو نیاز دارم» (میکس شهری)     | پی‌داگ «هیت‌من» بنگ آراِم برادر سو                       | 보라돌이 اسلو ربیت | ۳:۳۵   |
| ۸.         | «به تو نیاز دارم» (ریمیکس)        | پی‌داگ «هیت‌من» بنگ آراِم برادر سو                       | شون                | ۳:۴۲   |
| ۹.         | «بدو» (میکس بالاد)                | پی‌داگ «هیت‌من» بنگ آراِم شوگا وی جونگ‌کوک                | اسلو ربیت          | ۴:۱۷   |
| ۱۰.        | «بدو» (میکس آلترناتیو)            | پی‌داگ «هیت‌من» بنگ آراِم شوگا وی جونگ‌کوک جی-هوپ         | پی‌داگ              | ۳:۵۶   |
| ۱۱.        | «پروانه» (میکس آلترناتیو)         | «هیت‌من» بنگ اسلو ربیت پی‌داگ برادر سو آراِم شوگا جی-هوپ | پی‌داگ              | ۴:۰۱   |
| مجموع مدت: | مجموع مدت:                        | مجموع مدت:                                            | مجموع مدت:         | ۴۳:۲۴  |

## جداول
| جدول (۲۰۲۰–۲۰۱۶)                           | بالاترین موقعیت |
| ------------------------------------------ | --------------- |
| آلبوم‌های بلژیکی (اولتراتاپ فلاندرز)        | ۱۱۸             |
| آلبوم‌های بلژیکی (اولتراتاپ والونیا)        | ۱۶۴             |
| آلبوم‌های کانادایی (بیلبورد)                | ۹۹              |
| آلبوم‌های هلندی (جدول‌های هلند)              | ۱۸۹             |
| آلبوم‌های مجارستانی (ماهاز)                 | ۱۳              |
| جدول آلبوم‌های اوریکون ژاپن                 | ۱۵              |
| آلبوم‌های کرهٔ جنوبی (جدول آلبوم‌های گائون)   | ۱               |
| آلبوم‌های مستقل بریتانیا (اوسی‌سی)           | ۱۹              |
| بیلبورد ۲۰۰ ایالات متحده                   | ۱۰۷             |
| آلبوم‌های مستقل ایالات متحده (بیلبورد)      | ۴۲              |
| آلبوم‌های موسیقی ملل ایالات متحده (بیلبورد) | ۲               |

| جدول (۲۰۱۶)                   | بالاترین موقعیت |
| ----------------------------- | --------------- |
| جدول آلبوم‌های اوریکون ژاپن    | ۱۷              |
| جدول آلبوم‌های گائون کرهٔ جنوبی | ۱               |

| جدول (۲۰۱۶)                | موقعیت |
| -------------------------- | ------ |
| آلبوم‌های کرهٔ جنوبی (گائون) | ۴      |
| جدول (۲۰۱۷)                | موقعیت |
| آلبوم‌های کرهٔ جنوبی (گائون) | ۹۸     |
| جدول (۲۰۱۸)                | موقعیت |
| آلبوم‌های کرهٔ جنوبی (گائون) | ۸۵     |
| جدول (۲۰۱۹)                | موقعیت |
| آلبوم‌های کرهٔ جنوبی (گائون) | ۴۳     |

| موقعیت                                           | بالاترین موقعیت |
| ------------------------------------------------ | --------------- |
| فروش ترانه‌های دیجیتال ملل ایالات متحده (بیلبورد) | ۳               |
| کرهٔ جنوبی (جدول آلبوم‌های گائون)                  | ۲۹              |

| ترانه‌های دیجیتال ملل بیلبورد (۲۰۱۶) | بالاترین موقعیت |
| ----------------------------------- | --------------- |
| «خانهٔ پوشالی»                       | ۹               |
| «عشق پایان نیافته‌است»               | ۱۰              |
| «مقدمه: زیباترین لحظه در زندگی»     | ۲۴              |

## فروش‌ها
| جدول              | فروش     |
| ----------------- | -------- |
| کرهٔ جنوبی (گائون) | ۷۹۹٬۴۵۸  |
| چین               | ۱۵۵٬۰۷۶+ |
| ژاپن (اوریکون)    | ۱۳٬۵۱۱+  |
| ایالات متحده      | ۶٬۰۰۰+   |

## تاریخچهٔ انتشار
| کشور      | تاریخ       | قالب                 | ناشر                                  |
| --------- | ----------- | -------------------- | ------------------------------------- |
| کرهٔ جنوبی | ۲ مهٔ ۲۰۱۶   | سی‌دی، دانلود دیجیتال | بیگ هیت اینترتینمنت، لوئن اینترتینمنت |
| ژاپن      | ۸ مهٔ ۲۰۱۶   | سی‌دی، دانلود دیجیتال | بیگ هیت اینترتینمنت، لوئن اینترتینمنت |
| تایوان    | ۱ ژوئن ۲۰۱۶ | سی‌دی                 | یونیورسال میوزیک گروپ                 |

## واژه‌نامه
1. ↑  Intro: The Most Beautiful Moment in Life, Intro: 화양연화; Intro: Hwayangyeonhwa
2. ↑  Hold Me Tight, 잡아줘; Jabajwo
3. ↑  Autumn Leaves, 고엽; Goyeop
4. ↑  Ma City
5. ↑  Silver Spoon/Crow-Tit/Try-Hard, 뱁새; Baepsae
6. ↑  Dope, 쩔어; Jjeoreo
7. ↑  Fire/Burning Up, 불타오르네; Bultaoreune
8. ↑  Save Me
9. ↑  Epilogue: Young Forever
10. ↑  Converse High
11. ↑  Moving On, 이사; Isa
12. ↑  Whalien 52
13. ↑  Butterfly
14. ↑  House of Cards
15. ↑  Love Is Not Over